# 许胤林
许胤林（1935年11月—），男，汉族，江苏苏州人，中国天体物理学家，曾任中国科学院紫金山天文台研究员、博士生导师。